# Чжэн Гуанцзу
Чжэн Гуанцзу (кит. трад. 鄭光祖, упр. 郑光祖, пиньинь Zheng Guangzu) — китайский драматург середины XIV века (юаньская драма).
Родом из Сяньяна в нынешней провинции Шаньси. Хотя он считается традицией одним из четвёрки наиболее выдающихся литераторов эпохи (остальные трое — это Бо Пу, Гуань Ханьцин и Ма Чжиюань), детальной его биографии не сохранилось. Известно, что он служил в Ханчжоу помощником начальника округа и после смерти был кремирован в ханчжоуском храме Линъинь. 
Автор девятнадцати пьес-цзацзюй, из которых до нашего времени сохранилось четыре. 
На русский язык переведена наиболее знаменитая пьеса Чжэн Гуанцзу, «Домашних духов обманув, душа Цянь-нюй расстаётся с телом». Её сюжет заимствован из фантастической новеллы Чэнь Сюанью «Рассказ о том, как душа покинула тело» (эпоха Тан), но разработан более детально. Фантастический элемент в пьесе не самодостаточен: это способ гиперболизации выходящего за рамки привычных представлений чувства главной героини.
В пьесе воспета преданная и самоотверженная любовь девушки Цянь-нюй к студенту Ван Вэньцзюю, с которым она была помолвлена с детства. Когда любимый уезжает в столицу сдавать экзамены, её душа отделяется от тела и, приняв облик самой Цань-нюй, неотступно следует за любимым. При этом сам студент не подозревает, что несколько лет провёл не с невестой, а всего лишь с её двойником. Всё раскрывается лишь тогда, когда Ван Вэньцзюй возвращается вместе с душой Цань-нюй в дом её матери, где уже несколько лет тоскует заболевшая от разлуки Цань-нюй, и душа девушки вновь воссоединяется с телом.
Чжэн Гуанцзу также занимался поэзией и оставил два стихотворных цикла.
Среди приписываемых ему традицией произведений, по-видимому, не все принадлежат его авторству. 